# Томасвілл (Джорджія)
Томасвілл (англ. Thomasville) — місто (англ. city) в США, в окрузі Томас штату Джорджія. Населення — 18 881 особа (2020).

## Географія
Томасвілл розташований за координатами 30°50′22″ пн. ш. 83°58′44″ зх. д. / 30.83944° пн. ш. 83.97889° зх. д. (30.839422, -83.978781). За даними Бюро перепису населення США в 2010 році місто мало площу 39,08 км², з яких 38,73 км² — суходіл та 0,35 км² — водойми.

### Клімат
| Клімат : Томасвілл           | Клімат : Томасвілл | Клімат : Томасвілл | Клімат : Томасвілл | Клімат : Томасвілл | Клімат : Томасвілл | Клімат : Томасвілл | Клімат : Томасвілл | Клімат : Томасвілл | Клімат : Томасвілл | Клімат : Томасвілл | Клімат : Томасвілл | Клімат : Томасвілл | Клімат : Томасвілл |
| Показник                     | Січ.               | Лют.               | Бер.               | Квіт.              | Трав.              | Черв.              | Лип.               | Серп.              | Вер.               | Жовт.              | Лист.              | Груд.              | Рік                |
| Абсолютний максимум, °C      | 30,0               | 30,0               | 35,6               | 35,6               | 38,9               | 40,0               | 41,1               | 40,0               | 41,1               | 36,1               | 31,7               | 29,4               | 41,1               |
| Середній максимум, °C        | 17,2               | 20,0               | 22,8               | 26,1               | 30,0               | 32,2               | 33,3               | 32,8               | 30,6               | 27,2               | 22,8               | 18,3               | 26,1               |
| Середній мінімум, °C         | 3,9                | 5,6                | 8,3                | 11,7               | 16,1               | 20,6               | 21,7               | 21,7               | 19,4               | 13,9               | 9,4                | 5,0                | 13,1               |
| Абсолютний мінімум, °C       | −15                | −11,7              | −7,2               | −1,1               | 5,0                | 8,9                | 13,3               | 11,7               | 2,8                | −3,3               | −11,7              | −13,3              | −15                |
| Норма опадів, мм             | 122                | 124                | 144                | 78                 | 76                 | 148                | 144                | 145                | 115                | 77                 | 87                 | 93                 | 1353               |
| ---------------------------- | ------------------ | ------------------ | ------------------ | ------------------ | ------------------ | ------------------ | ------------------ | ------------------ | ------------------ | ------------------ | ------------------ | ------------------ | ------------------ |
| Джерело: The Weather Channel |                    |                    |                    |                    |                    |                    |                    |                    |                    |                    |                    |                    |                    |

## Демографія
Згідно з переписом 2010 року, у місті мешкало 18 413 осіб у 7506 домогосподарствах у складі 4792 родин. Густота населення становила 471 особа/км². Було 8534 помешкання (218/км²).
Расовий склад населення:
| - 53,8 % — чорних або афроамериканців - 43,0 % — білих - 0,8 % — азіатів - 0,3 % — корінних американців |

До двох чи більше рас належало 1,1 %. Частка іспаномовних становила 2,3 % від усіх жителів.
За віковим діапазоном населення розподілялося таким чином: 25,9 % — особи молодші 18 років, 58,6 % — особи у віці 18—64 років, 15,5 % — особи у віці 65 років та старші. Медіана віку мешканця становила 38,0 року. На 100 осіб жіночої статі у місті припадало 83,8 чоловіків; на 100 жінок у віці від 18 років та старших — 78,1 чоловіків також старших 18 років.
Середній дохід на одне домашнє господарство становив 46 303 долари США (медіана — 31 679), а середній дохід на одну сім'ю — 54 283 долари (медіана — 37 956). Медіана доходів становила 40 094 долари для чоловіків та 25 990 доларів для жінок. За межею бідності перебувало 27,9 % осіб, у тому числі 32,3 % дітей у віці до 18 років та 12,1 % осіб у віці 65 років та старших.
Цивільне працевлаштоване населення становило 6636 осіб. Основні галузі зайнятості: освіта, охорона здоров'я та соціальна допомога — 38,0 %, виробництво — 9,9 %, мистецтво, розваги та відпочинок — 8,9 %, роздрібна торгівля — 8,8 %.

## Персоналії
- Джоан Вудворд (* 1930) — американська акторка.